# Василів Володимир Васильович
Володимир Васильович Василів (10 жовтня 1893 — 13 березня 1930) — український військовик, підполковник армії УНР.

## Життєпис
Народився 10 жовтня 1893 року в Крем'янці. Середню освіту здобув у Київському кадетському корпусі. Військову освіту отримав у військовій школі. Військову службу відбував у Гродненському гусарському полку. З року 1918 року служив в українській армії, востаннє — в Окремій кінній дивізії армії УНР. У період з липня 1920 до липня 1923 року офіційно зарахований на українську військову службу і підвищений у званні з поручника до підполковника. Помер 13 березня 1930 року в шпиталі в Познані після тривалої хвороби на туберкульоз. Похований на православному міському цвинтарі Познані зусиллями Управи відділу УЦК.